# Нижнее Хваршини
Нижнее Хваршини — село в Цумадинском районе Дагестана Российской Федерации. Административный центр сельского поселения Нижнехваршининский сельсовет.

## Географическое положение
Расположено в 27 км к юго-западу от районного центра — села Агвали.

## Население
| 1869 | 1888 | 1895 | 1926 | 1939 | 1970 | 1989 |
| ---- | ---- | ---- | ---- | ---- | ---- | ---- |
| 269  | ↗285 | ↗333 | ↘312 | ↗403 | ↘210 | →210 |
| 2002 | 2003 | 2004 | 2007 | 2010 | 2021 |      |
| ↗315 | ↗316 | ↗340 | ↗363 | ↗370 | ↗403 |      |

По данным Всероссийской переписи населения 2010 года моноэтничное аварское село.